# Беспокойный гость
Беспокойный гость  — рассказ Антона Павловича Чехова. Написан в 1886 году, впервые опубликован в 1886 году в «Петербургской газете» № 190 от 14 июля с подписью А. Чехонте.

## Публикации
Рассказ А. П. Чехова «Беспокойный гость» написан в 1886 году, впервые опубликован в 1886 году в «Петербургской газете» № 190 от 14 июля с подписью А. Чехонте, в 1887 году включён в сборник «В сумерках», вошёл в собрание сочинений писателя, издаваемое Адольфом Марксом.
При жизни Чехова рассказ переводился на венгерский, датский, немецкий, сербскохорватский и словацкий языки.

## Критика
Критика не обошла вниманием рассказ. Анонимный автор в рецензии на сборник «В сумерках» отнес рассказ «Беспокойный гость» к слабым рассказам. Сюжет рассказа, по мнению рецензента сборника, натянутый и «деланный». Другой рецензент расценил рассказы «Беспокойный гость» и «Недоброе дело» как «простые анекдоты, но очень живо рассказанные».
Критик А. Дистерло усмотрел в рассказе стремление автора к «формальной правде», такое же отношение к рассказу высказывал критик В. Л. Кигн.
М. Белинский отнес рассказ к произведениям, которые изобилуют «нежными и грустными красками, обличающими в авторе не только наблюдателя, но и поэта, не только мыслителя, но и гуманного человека».

## Персонажи
- Артём, лесник, малорослый и тощий мужичок.
- Охотник, молодой рослый парень из Вязовки, сын старосты Нефеда.

## Сюжет
Действие рассказа происходит ночью в избушке лесника Артёма. Во время бури в избушке укрылись два человека — Артём и прохожий охотник с собакой. Артём завёл разговор о том, что он людей иногда боится больше, чем диких зверей: «От зверей ты ружьём или другим каким орудием спасёшься, а от злого человека нет тебе никакого спасения». И этому были причины. К нему приходили разбойники, которые требовали или денег, которых у него не было, или хлеба. Охотник не поверил, что у Артёма не было денег.
Узнав, что охотник из Вязовки, Артём, посетовал, что там нечисто, потому что грабили местную церковь. Сквозь шум непогоды, они вдруг услышали крики о помощи. Лесник испугался и попросил охотника закрыть на засов двери, но охотник решил пойти в лес с собакой — посмотреть, не нужна ли кому помощь. Лесник отказался идти и не поддавался на уговоры. Охотник пошёл один, но через десять минут вернулся, сказав, что это кричала баба в телеге, которая свернула не на ту дорогу. Он стал обвинять лесника в подлости за безразличие к людям, нуждающимся в помощи и, разозлившись, решил наказать лесника. Он стал требовать у него денег и угрожать ружьём. Лесник расплакался, но денег не дал. Тогда охотник сказал, что ему противно смотреть на лесника и ушёл.